# (73820) 1995 WR8
(73820) 1995 WR8 – planetoida z pasa głównego asteroid okrążająca Słońce w ciągu 3,87 lat w średniej odległości 2,47 j.a. Odkryta 29 listopada 1995 roku.